# Masteria pallida
Masteria pallida är en spindelart som först beskrevs av Kulczynski 1908.  Masteria pallida ingår i släktet Masteria och familjen Dipluridae. Inga underarter finns listade i Catalogue of Life.